# 高尾奏音
高尾 奏音（たかお かのん、2002年9月10日 - ）は、日本の女性声優。東京在住。アンシェリ所属。青山学院大学卒業。

## 来歴
幼少よりピアノに親しみ、2013年にはミラノ国際ジュニアピアノコンクールにて最高位ASSOLUTOを受賞するなどの経歴を持つ。
2014年にアース・スター エンターテイメントが開催した「国民的声優グランプリ」にて応募者約3,000人の中、12歳時にグランプリを受賞し、声優ユニット「アース・スター ドリーム」の最年少としてデビュー。また、2017年1月より同じくアース・スター ドリームの小出ひかるとグループ内ユニット「ひかのん」を結成していた。トレード・マークはうさぎ。
2016年5月より、兄である高尾奏之介のユニット『かなでぃれくしょん』のボーカルとして参加し、『のん@かなでぃれくしょん』として活動している。
所属していたアース・スター エンターテイメントの声優・タレント事業撤退に伴い、2018年3月31日をもって退所。4月からは声優養成所に通いながら、声優・タレント活動を継続し、同年11月1日よりリンク・プランに所属。
2023年7月から9月にかけて放送された「BanG Dream! It's MyGO!!!!!」の最終話でAve Mujicaが結成されたことでキャストが解禁され、オブリビオニス / 豊川祥子役としてリアルバンドで活動することとなった。キャスト解禁以前は、匿名の状態でライブパフォーマンスを行っていた。
2025年3月、青山学院大学文学部比較芸術学科を卒業。卒業論文は優秀論文賞を受賞した。同大学同学部同学科の先輩に諸星すみれと読売テレビアナウンサーの黒木千晶がいる。
同年4月1日、リンク・プランの声優マネジメントの終了及び同事業がアンシェリに引き継がれたことに伴い所属事務所名が変更された。

## 人物
好きなアニメは『CLANNAD』、『けいおん!』、『ヤマノススメ』、『Charlotte』。兄・奏之介が録画していた『けいおん!』を見て、「声優になりたい」と思ったという。
同じ事務所に所属している櫻井陽菜とは、養成所時代からの同期であり、一緒にいるだけで安心できる存在と語っている。

## 出演
太字はメインキャラクター。

### テレビアニメ
2015年
- 城下町のダンデライオン（少女）
- てーきゅう（2015年 - 2017年、店員、ナターリア）
- あにトレ!EX（2015年 - 2016年、平岡優） - 2シリーズ / モーションアクターも担当

2016年
- 血液型くん!4（女型）
- うさかめ（古平たすく、女子生徒A）

2017年
- 無責任ギャラクシー☆タイラー（ゴザ168世（アザリン））

2018年
- ヤマノススメ シリーズ（2018年 - 2022年、ゆり） - 2シリーズ
- 百錬の覇王と聖約の戦乙女（リネーア）

2019年
- 真夜中のオカルト公務員（妖精）
- 魔王様、リトライ!（アク）
- うちの娘の為ならば、俺はもしかしたら魔王も倒せるかもしれない。（ラティナ）
- ダンベル何キロ持てる?（物販）

2020年
- 恋する小惑星（糸崎遥）
- 群れなせ!シートン学園（長鹿キリ）
- マギアレコード 魔法少女まどか☆マギカ外伝（2020年 - 2022年、安名メル） - 3シリーズ
- 放課後ていぼう日誌（鶴木陽渚）
- 乙女ゲームの破滅フラグしかない悪役令嬢に転生してしまった…（2020年 - 2021年、子供、ジンジャー・タッカー） - 2シリーズ
- 宇崎ちゃんは遊びたい!（居酒屋店員）
- シャドウバース（プレイヤー）
- 戦翼のシグルドリーヴァ（鈴原・くるみ）

2021年
- IDOLY PRIDE（白石千紗）
- 新幹線変形ロボ シンカリオンZ（2021年 - 2022年、新多アユ）
- EDENS ZERO（2021年 - 2023年、ハーミット） - 2シリーズ
- 探偵はもう、死んでいる。（斎川唯）
- 結城友奈は勇者である -大満開の章-
- 真の仲間じゃないと勇者のパーティーを追い出されたので、辺境でスローライフすることにしました（2021年 - 2024年、リット） - 2シリーズ
- マブラヴ オルタネイティヴ（2021年 - 2022年、社霞） - 2シリーズ

2022年
- リアデイルの大地にて（ルカ）
- RPG不動産（ターシャ）
- 遊☆戯☆王ゴーラッシュ!!（2022年 - 2025年、マントの女 / ゴーハ・ユウナ）
- 黒の召喚士（水岡奈々）
- 新米錬金術師の店舗経営（サラサ・フィード）
- 聖剣伝説 Legend of Mana -The Teardrop Crystal-（妖精）
- 虫かぶり姫（シシリー）
- 農民関連のスキルばっか上げてたら何故か強くなった。（ユリア・マクベス・フォンゲート）

2023年
- 神達に拾われた男2（パエナ）
- 最強陰陽師の異世界転生記（ピリスラリア）
- 異世界ワンターンキル姉さん 〜姉同伴の異世界生活はじめました〜（アン）
- BanG Dream! シリーズ（2023年 - 2025年、豊川祥子 / オブリビオニス） - 2シリーズ
- レベル1だけどユニークスキルで最強です（アリス・ワンダーランド）
- ティアムーン帝国物語〜断頭台から始まる、姫の転生逆転ストーリー〜（ティオーナ・ルドルフォン）
- 冒険者になりたいと都に出て行った娘がSランクになってた（シャルロッテ）

2024年
- 最強タンクの迷宮攻略〜体力9999のレアスキル持ちタンク、勇者パーティーを追放される〜（シンシア）
- この素晴らしい世界に祝福を!3（アイリス）
- 転生貴族、鑑定スキルで成り上がる（レン・ローベント） - 2シリーズ
- 神は遊戯に飢えている。（クリーチャー大暴雪）
- ワンルーム、日当たり普通、天使つき。（蔓深ひすい）
- 魔王軍最強の魔術師は人間だった（ユリア）
- ダンジョンの中のひと（光の精霊）
- ひとりぼっちの異世界攻略（副委員長B）

2025年
- 全修。（市橋ミドリ）
- もめんたりー・リリィ（すずらん）
- 外れスキル《木の実マスター》 〜スキルの実（食べたら死ぬ）を無限に食べられるようになった件について〜（シロン）
- 君のことが大大大大大好きな100人の彼女（華暮愛々）
- ゴリラの神から加護された令嬢は王立騎士団で可愛がられる（女子生徒）
- 異世界黙示録マイノグーラ〜破滅の文明で始める世界征服〜（キャリア）

### 劇場アニメ
- 劇場版 BanG Dream! It's MyGO!!!!! 前編：春の陽だまり、迷い猫（2024年、豊川祥子）

### OVA
- 高宮なすのです!（2015年、古平たすく） - 未放送話
- うさかめ（2016年、古平たすく） - 未放送話
- てーきゅう（2016年、ナターリア） - 『第7期』裏面
- ヤマノススメ おもいでプレゼント（2017年、ゆり[42]）

### Webアニメ
- 魔王様、“プチ”リトライ!（2019年、アク）
- 新米錬金術師の店舗経営 ミニアニメ（2022年、サラサ・フィード）

### ドラマCD
- アース・スター ドリーム シチュエーションドラマCDシリーズ「冬」（2016年、田賀井花織）
- ティアムーン帝国物語 〜断頭台から始まる、姫の転生逆転ストーリー〜（2022年、ティオーナ・ルドルフォン）

### デジタルコミック
- ルミナス＝ブルー（2019年、垂水光）
- 世話焼きマフィアと薄幸少女（2024年、桜都[72]）
- 幸運王子と不運令嬢が相殺結婚したら溺愛が始まりました（2024年、エステル・メイシー[73]）
- 処刑された最強の軍用魔術師、敗戦国のエルフ姫と国家再建す（2024年、イリス）

### オーディオドラマ
- アンジュ・リリンク 0章 青蘭学園体験入学記（2022年、久遠空[74]）
- 新米錬金術師の店舗経営 ASMRボイスドラマ（2023年、サラサ・フィード）
- 姉妹傭兵（2025年、伊澄凛子[75]）

### ラジオ
※はインターネット配信。
- A&G ARTIST ZONE アース・スター ドリームのTHE CATCH（2015年、超!A&G+※）
- あにトレ!EX ラジオ燃焼系（2015年 - 2016年、超!A&G+※・ラジオ大阪・ニコニコチャンネル※）
- アニメ「魔王様、リトライ!」presents ラジオでも、リトライ! （2019年 - 、超!A&G+※）
- 大西亜玖璃・高尾奏音のあぐのんる〜むらぼ♪（2019年 - 、ニコニコ生放送※）[76]
- 放課後ていぼうラジオ（2020年、音泉※）[77]
- 高尾奏音の「かのんソナタ〜第一楽章〜」（2021年 - 2023年、音泉※）[78]
- 高尾奏音の「かのんソナタ〜第二楽章〜」（2023年 - 、音泉※）
- IDOLY PRIDE コンバンハから始まる物語（2021年 - 、超!A&G+※）[79]
- 真の仲間じゃないと勇者のパーティーを追い出されたので、辺境でスローライフラジオすることにしました（2021年 - 2022年、音泉※）[80]
- かのんとひなの成長日記（2024年 - 、HiBiKi Radio Station※）[81]

### 映像商品
- 百錬の覇王とニコ生の美声乙女 ダイジェスト（2018年）[82] - BD&DVD第2巻-第4巻 特典映像

### 舞台
- 舞台版てーきゅう〜先輩とめぐりあう時間たち〜ディレクターズカット（2016年3月16日 - 3月21日、日本芸術専門学校大森校劇場） - 佐藤くるみ 役（ダブルキャスト）
- 朗読劇 りーでぃんぐ☆ぱーてぃー
  - vol.2（2018年1月12日・14日、シアターブラッツ）[83]
  - vol.3（2018年4月6日・8日、阿佐ヶ谷アルシェ）[84]

### ナレーション
- NHK高校講座 オリエンテーション2021（2021年、NHK Eテレ）[85]

### CM
- 電撃文庫 超感謝フェア2019 夏の陣（2019年、TVCM）[86]

### その他コンテンツ
- Chu→Boh チューボー 2017年冬号 vol.82 海王社 - 表紙
- IDOLY PRIDE ボイス付きLINEスタンプ（2021年、白石千紗）

## ディスコグラフィ

### キャラクターソング
| 発売日         | 商品名                                                        | 歌 | 楽曲 | 備考                                                                                             |
| -------------- | ------------------------------------------------------------- | --- | --- | ------------------------------------------------------------------------------------------------ |
| 2015年11月25日 | ばいたる☆エクササイズ                                         | 星あさみ（伊藤美来）、樋口えり（和氣あず未）、早乙女静乃（小牧未侑）、橘紫苑（長縄まりあ）、平岡優（高尾奏音）                         | 「ばいたる☆エクササイズ」 | テレビアニメ『あにトレ!EX』主題歌                                                                |
| 2015年11月25日 | ばいたる☆エクササイズ                                         | 星あさみ（伊藤美来）、樋口えり（和氣あず未）、早乙女静乃（小牧未侑）、橘紫苑（長縄まりあ）、平岡優（高尾奏音）                         | 「あにトレケイデンス」 | テレビアニメ『あにトレ!EX』イメージソング                                                        |
| 2016年5月25日  | 走れ！うさかめ高校テニス部!!                                  | うさかめ高校テニス部 feat. 古平たすく（高尾奏音）、馬場みやこ（曽我部英理）、色葉似ほへと（愛原ありさ）                                | 「青春サーフDays」 | テレビアニメ『うさかめ』関連曲                                                                   |
| 2016年11月16日 | Cheer for you♪♬🎶                                             | 星あさみ（伊藤美来）、樋口えり（和氣あず未）、早乙女静乃（小牧未侑）、橘紫苑（長縄まりあ）、平岡優（高尾奏音）、出海さくら（鈴木絵理） | 「Cheer for you♪♬🎶」 | テレビアニメ『あにトレ!XX 〜ひとつ屋根の下で〜』エンディングテーマ                               |
| 2016年11月16日 | Cheer for you♪♬🎶                                             | 星あさみ（伊藤美来）、樋口えり（和氣あず未）、早乙女静乃（小牧未侑）、橘紫苑（長縄まりあ）、平岡優（高尾奏音）、出海さくら（鈴木絵理） | 「あにトレケイデンス〜2周目〜」 | テレビアニメ『あにトレ!XX 〜ひとつ屋根の下で〜』関連曲                                           |
| 2018年9月19日  | 百錬の覇王と聖約の戦乙女 Blu-ray&DVD 第1巻 特典CD             | フェリシア（末柄里恵）、ジークルーネ（伊達朱里紗）、イングリット（河瀬茉希）、リネーア（高尾奏音）                                     | 「世界中が恋をする夜」 | テレビアニメ『百錬の覇王と聖約の戦乙女』関連曲                                                   |
| 2019年7月24日  | I'm with you                                                  | ラティナ（高尾奏音） | 「I'm with you」 | テレビアニメ『うちの娘の為ならば、俺はもしかしたら魔王も倒せるかもしれない。』オープニングテーマ |
| 2019年7月24日  | I'm with you                                                  | ラティナ（高尾奏音） | 「花ノ枝」 | テレビアニメ『うちの娘の為ならば、俺はもしかしたら魔王も倒せるかもしれない。』エンディングテーマ |
| 2020年5月10日  | Shine Purity〜輝きの純度〜                                    | 星見プロダクション | 「Shine Purity〜輝きの純度〜」 | 『IDOLY PRIDE』関連曲                                                                            |
| 2020年7月22日  | SEA HORIZON/釣りの世界へ                                      | 海野高校ていぼう部 | 「SEA HORIZON」 | テレビアニメ『放課後ていぼう日誌』オープニングテーマ                                             |
| 2020年7月22日  | SEA HORIZON/釣りの世界へ                                      | 海野高校ていぼう部 | 「釣りの世界へ」 | テレビアニメ『放課後ていぼう日誌』エンディングテーマ                                             |
| 2020年9月23日  | 放課後ていぼう日誌 サウンドコレクション                       | 鶴木陽渚（高尾奏音） | 「ビギナーズラック」 | テレビアニメ『放課後ていぼう日誌』関連曲                                                         |
| 2021年1月28日  | メルヘンフォーレスト オリジナルサウンドトラック               | ロゼッタ（高尾奏音） | 「巡ル環」 | ゲーム『メルヘンフォーレスト』エンディングテーマ                                                 |
| 2021年2月10日  | IDOLY PRIDE                                                   | 星見プロダクション | 「IDOLY PRIDE」 | テレビアニメ『IDOLY PRIDE』オープニングテーマ                                                    |
| 2021年2月10日  | IDOLY PRIDE                                                   | 星見プロダクション | 「The Sun, Moon and Stars」 | テレビアニメ『IDOLY PRIDE』エンディングテーマ                                                    |
| 2021年2月10日  | IDOLY PRIDE                                                   | 星見プロダクション | 「サヨナラから始まる物語」 | 『IDOLY PRIDE』関連曲                                                                            |
| 2021年3月10日  | Shining Days                                                  | サニーピース | 「Shining Days」 「SUNNY PEACE HARMONY」 | 『IDOLY PRIDE』関連曲                                                                            |
| 2021年8月25日  | 探偵はもう、死んでいる。音楽大全                              | 斎川唯（高尾奏音） | 「九星号は急停車!」 「さふぁいあ☆ふぁんたずむ」 「らずべりー×ぐりずりー」                                                                      | テレビアニメ『探偵はもう、死んでいる。』劇中歌                                                   |
| 2021年8月25日  | 「マギアレコード魔法少女まどか☆マギカ外伝」Music Collection 2 | 佐鳥かごめ（高尾奏音） | 「cinis」 | ゲーム『マギアレコード 魔法少女まどか☆マギカ外伝』関連曲                                         |
| 2021年10月27日 | IDOLY PRIDE Collection Album [奇跡]                           | 星見プロダクション | 「Fight oh! MIRAI oh!」 | 『IDOLY PRIDE』関連曲                                                                            |
| 2021年10月27日 | IDOLY PRIDE Collection Album [奇跡]                           | サニーピース | 「サマー♡ホリデイ」 | 『IDOLY PRIDE』関連曲                                                                            |
| 2021年12月22日 | IDOLY PRIDE Collection Album [約束]                           | サニーピース | 「EVERYDAY! SUNNYDAY!」 「song for you」 | 『IDOLY PRIDE』関連曲                                                                            |
| 2021年12月22日 | IDOLY PRIDE Collection Album [約束]                           | 星見プロダクション | 「Pray for you」 | 『IDOLY PRIDE』関連曲                                                                            |
| 2022年6月29日  | それを人は“青春”と呼んだ                                      | サニーピース | 「全力!絶対!!カウントダウン!!!」 | 『IDOLY PRIDE』関連曲                                                                            |
| 2022年11月27日 | リリンクコレクション                                          | 久遠空（高尾奏音） | 「Initialize」 | ゲーム『アンジュ・リリンク』主題歌                                                               |
| 2023年2月1日   | IDOLY PRIDE Collection Album [未来]                           | ぱじゃパ！ | 「パジャマパーティー」 | 『IDOLY PRIDE』関連曲                                                                            |
| 2023年2月1日   | IDOLY PRIDE Collection Album [未来]                           | 白石沙季（宮沢小春）、白石千紗（高尾奏音）                                                                                             | 「つながる心Binary」 | 『IDOLY PRIDE』関連曲                                                                            |
| 2023年2月1日   | IDOLY PRIDE Collection Album [未来]                           | サニーピース | 「SUNNY PEACE for You and Me！」 | 『IDOLY PRIDE』関連曲                                                                            |
| 2023年5月24日  | Gemstones                                                     | 星見プロダクション | 「Gemstones」 | 『IDOLY PRIDE』関連曲                                                                            |
| 2023年7月26日  | プリンセスコネクト！Re:Dive PRICONNE CHARACTER SONG 34        | ペコリーヌ（M・A・O）、コッコロ（伊藤美来）、キャル（立花理香）、リリ（鈴木みのり）、クリア（前田佳織里）、プレシア（高尾奏音）        | 「Precious Journey」 | ゲーム『プリンセスコネクト！Re:Dive』第3部メインテーマ                                           |
| 2023年9月13日  | Alea jacta est                                                | Ave Mujica | 「黒のバースデイ」 「ふたつの月 〜Deep Into The Forest〜」 「Choir ‘S’ Choir」 「神さま、バカ」 「Mas?uerade Rhapsody Re?uest」 「Ave Mujica」 | 『BanG Dream!』関連曲                                                                            |
| 2023年12月6日  | Let'sGo!Let'sGo!ピース！ピース！                              | サニーピース | 「Let'sGo!Let'sGo!ピース！ピース！」 「Daytime Moon」                                                                                          | 『IDOLY PRIDE』関連曲                                                                            |
| 2023年12月6日  | Let'sGo!Let'sGo!ピース！ピース！                              | 白石千紗（高尾奏音） | 「ちいさな物語」 | 『IDOLY PRIDE』関連曲                                                                            |
| 2024年1月31日  | プリンセスコネクト！Re:Dive PRICONNE CHARACTER SONG 37        | リリ（鈴木みのり）、クリア（前田佳織里）、プレシア（高尾奏音）                                                                         | 「イリドロータス」 | ゲーム『プリンセスコネクト！Re:Dive』挿入歌                                                      |
| 2024年1月31日  | プリンセスコネクト！Re:Dive PRICONNE CHARACTER SONG 37        | プレシア（高尾奏音） | 「イリドロータス」 | ゲーム『プリンセスコネクト！Re:Dive』関連曲                                                      |
| 2024年3月20日  | IDOLY PRIDE Collection Album [chronicle]                      | 星見プロダクション | 「MELODIES」 | 『IDOLY PRIDE』関連曲                                                                            |
| 2024年3月20日  | IDOLY PRIDE Collection Album [chronicle]                      | サニーピース | 「Hi5でピースサイン！」 | 『IDOLY PRIDE』関連曲                                                                            |
| 2025年1月22日  | ラブリー♡♡♡♡♡♡                                                | サニーピース | 「ラブリー♡♡♡♡♡♡」 「MELODIES（サニーピースver.）」                                                                                            | 『IDOLY PRIDE』関連曲                                                                            |
| 2025年1月22日  | ラブリー♡♡♡♡♡♡                                                | 兵藤雫（首藤志奈）、白石千紗（高尾奏音）                                                                                               | 「Tiny Tiny Drops」 | 『IDOLY PRIDE』関連曲                                                                            |
| 2025年2月5日   | ありがと、大好きになってくれて                                | 恋太郎ファミリー | 「ありがと、大好きになってくれて」 | テレビアニメ『君のことが大大大大大好きな100人の彼女』第2期オープニングテーマ                     |
| 2025年2月5日   | ありがと、大好きになってくれて                                | 原賀胡桃（進藤あまね）、銘戸芽衣（三森すずこ）、須藤育（高橋李依）、美杉美々美（Lynn）、華暮愛々（高尾奏音）                           | 「Unmei?」 | テレビアニメ『君のことが大大大大大好きな100人の彼女』第2期エンディングテーマ                     |
| 2025年2月5日   | ありがと、大好きになってくれて                                | 原賀胡桃（進藤あまね）、須藤育（高橋李依）、美杉美々美（Lynn）、華暮愛々（高尾奏音）                                                   | 「Unmei? -胡桃・育・美々美・愛々ver.-」 | テレビアニメ『君のことが大大大大大好きな100人の彼女』第2期エンディングテーマ                     |
| 2025年3月19日  | 恋太郎ファミリー歌謡祭                                        | 華暮愛々（高尾奏音） | 「Secret Romance」 | テレビアニメ『君のことが大大大大大好きな100人の彼女』関連曲                                      |
| 2025年3月19日  | IDOLY PRIDE Collection Album [Resonance]                      | 星見プロダクション | 「パラダイス！」 「星色のカレイドスコープ」 | 『IDOLY PRIDE』関連曲                                                                            |
| 2025年3月19日  | IDOLY PRIDE Collection Album [Resonance] 初回生産限定盤       | 白石千紗（高尾奏音） | 「星色のカレイドスコープ」 | 『IDOLY PRIDE』関連曲                                                                            |
| 2025年3月22日  | ハレ晴レユカイ                                                | SOH団 | 「ハレ晴レユカイ」 | 『IDOLY PRIDE』関連曲                                                                            |
| 2025年5月21日  | Colorful×Parallel                                             | Sweet Rouge | 「Colorful×Parallel」 | 『IDOLY PRIDE』関連曲                                                                            |
| 2025年7月9日   | ありがとう to You                                             | 星見オールスターズ | 「ありがとう to You」 | 『IDOLY PRIDE』関連曲                                                                            |